# Mac OS X Panther
Mac OS X 10.3 Panther (ovvero pantera) è la quarta versione del sistema operativo macOS sviluppato da Apple. È il successore di Mac OS X Jaguar e il predecessore di Mac OS X Tiger. Panther è stato reso disponibile il 24 ottobre 2003.

## Requisiti di sistema
Mac OS X Panther richiede una New World ROM quindi alcuni vecchi Mac (come il Power Macintosh G3 e il “Wall Street” PowerBook G3) sono impossibilitati ad eseguire Panther di default.
Esiste software di terze parti (come XPostFacto) che riesce ad ingannare i controlli durante l'installazione rendendo l'upgrade possibile; l'upgrade direttamente da Jaguar non è possibile.
I requisiti di sistema sono:
- Processore PowerPC G3, G4, o G5 (almeno 233 MHz)
- Porta USB (segno della presenza della New World ROM)
- Almeno 128 MB di RAM (512 MB raccomandati, 96 MB supportati non ufficialmente)
- Almeno 1,5 GB di spazio libero sul disco fisso
- Lettore CD
- Accesso ad Internet; iDisk richiede un .Mac account (ora iCloud)

La video-conferenza richiede:
- Processore da 333 MHz o più veloce PowerPC G3, G4, o G5
- Internet a banda larga (100 kbit/s o più veloce)
- Videocamera compatibile FireWire DV or webcam.

Panther supporta ancora l'ambiente Classic per eseguire le application scritte per Mac OS 9 ma crea finestre con un doppio buffer, anziché disegnarle direttamente sullo schermo.

## Caratteristiche
- Migliorata l'interfaccia del Finder
  - Interfaccia simil-metallizzata
  - Ricerca in tempo reale (come iTunes)
  - Sidebar personalizzabile (come iTunes)
- Cambio Utente Rapido (Fast User Switching): questa funzionalità consente ad un utente di loggarsi al sistema mentre un altro utente rimane collegato. Quando il nuovo utente si logga, un'animazione tridimensionale mostra un cubo che ruota su sé stesso, le varie facce del cubo sono i vari desktop degli utenti collegati in quel momento. Questa animazione viene realizzata in tempo reale utilizzando Quartz Extreme. Windows XP ha una funzionalità simile (senza il cubo rotante)
- Mission Control, modalità che consente di gestire contemporaneamente molte finestre
- Fax supportato nativamente
- X11 supportato nativamente
- TextEdit supporta i documenti nel formato .doc di Microsoft Word
- Migliorata l'interoperabilità con Microsoft Windows, incluso il supporto per le Virtual Private Network basate su SecurID
- Sicurezza
  - FileVault: in tempo reale cripta e decripta la directory principale dell'utente
  - Cancellazione sicura
- Xcode Tools di sviluppo integrato basato sul gcc 3.3
- iChat AV software di videoconferenza
- Incremento nella visualizzazione dei file PDF
- Reintroduzione delle Etichette
- Pixlet, codec video di alta qualità

## Storia delle versioni
| Versione | Build | Versione Darwin | Data rilascio    |
| -------- | ----- | --------------- | ---------------- |
| 10.3     | 7B85  | 7.0             | 24 ottobre 2003  |
| 10.3     | 7B86  | 7.0             | 24 ottobre 2003  |
| 10.3.1   | 7C107 | 7.1             | 10 novembre 2003 |
| 10.3.2   | 7D24  | 7.2             | 17 dicembre 2003 |
| 10.3.2   | 7F28  | 7.2             | 17 dicembre 2003 |
| 10.3.3   | 7F44  | 7.3             | 15 marzo 2004    |
| 10.3.4   | 7H63  | 7.4             | 26 maggio 2004   |
| 10.3.5   | 7M34  | 7.5             | 9 agosto 2004    |
| 10.3.6   | 7R28  | 7.6             | 5 novembre 2004  |
| 10.3.7   | 7S215 | 7.7             | 15 dicembre 2004 |
| 10.3.8   | 7U16  | 7.8             | 9 febbraio 2005  |
| 10.3.9   | 7W98  | 7.9             | 15 aprile 2005   |